# Sara Šenvald
Sara Šenvald (* 14. März 1996 in Koprivnica) ist eine kroatische Handballspielerin, die für den kroatischen Erstligisten ŽRK Podravka Koprivnica aufläuft.

## Karriere

### Im Verein
Šenvald begann das Handballspielen im Alter von zehn Jahren in ihrer Geburtsstadt. Im Jugendbereich gewann die Kreisläuferin mit ŽRK Podravka Koprivnica zwei Mal die kroatische Jugendmeisterschaft. Am 16. September 2011 gab sie ihr Debüt in der Erstligamannschaft von ŽRK Podravka Koprivnica. In den Jahren 2012 und 2013 gewann sie mit dem Verein die kroatische Meisterschaft. Nachdem Šenvald in der Saison 2013/14 an den Ligakonkurrenten ŽRK Koka Varaždin ausgeliehen war, kehrte sie wieder zu ŽRK Podravka Koprivnica zurück und gewann zwei weitere Meistertitel. Im Sommer 2016 wechselte Šenvald zum Ligakonkurrenten ŽRK Lokomotiva Zagreb, mit dem sie in ihrer ersten Saison den EHF Challenge Cup errang. Im Jahr 2018 folgte der Gewinn des kroatischen Pokals. In der Saison 2020/21 stand sie beim deutschen Bundesligisten Neckarsulmer Sport-Union unter Vertrag. Anschließend kehrte sie zu Podravka Koprivnica zurück. Mit Podravka Koprivnica gewann sie 2024 und 2025 die kroatische Meisterschaft sowie 2022, 2023, 2024 und 2025 den kroatischen Pokal.

### In Auswahlmannschaften
Šenvald nahm mit der kroatischen Jugendnationalmannschaft an der U-17-Europameisterschaft 2013 teil und schloss das Turnier auf dem achten Platz ab. Zwei Jahre später belegte sie mit der kroatischen Juniorinnenauswahl den zwölften Platz bei der U-19-Europameisterschaft 2015. Das letzte Turnier von Šenvald im Juniorinnenbereich, die U-20-Weltmeisterschaft 2016, beendete Kroatien auf Rang acht. Mittlerweile gehört sie dem Kader der kroatischen A-Nationalmannschaft an. Mit Kroatien gewann sie die Silbermedaille bei den Mittelmeerspielen 2022. Wenige Monate später wirkte Šenvald bei der Europameisterschaft 2022 in zwei Spielen mit. Ein Jahr später belegte sie mit Kroatien bei der Weltmeisterschaft den 14. Platz. Šenvald warf im Turnierverlauf drei Tore.